# Cofradía de Nuestra Señora de la Soledad (Albacete)
La Cofradía de Nuestra Señora de la Soledad y Ecce Homo es una cofradía de la Semana Santa de Albacete (España).
Tiene su sede canónica en la Iglesia de Nuestra Señora del Pilar. Fue fundada en 1896 formando parte del Santísimo Cristo de la Agonía si bien la cofradía ya existía como hermandad en el siglo XV.
Cuenta con cuatro imágenes: Nuestra Señora de la Soledad (1939), Ecce Homo (1954), Santísimo Cristo de la Expiración y Lavatorio de Pilatos (1991).
Procesiona en Lunes Santo (procesión infantil), Martes Santo (Oración en el Huerto), Miércoles Santo (La Pasión), Jueves Santo (Cristo de la Expiración), Viernes Santo (Santo Entierro), Sábado Santo (Camino hacia la Gloria) y Domingo de Resurrección (El Resucitado). Su hábito está compuesto por capuz blanco, túnica negra y capa blanca y negra.

## Enlaces de interés
- Wikimedia Commons alberga una categoría multimedia sobre Cofradía de Nuestra Señora de la Soledad.

- Datos: Q43285694